# 共产国际执行委员会阿姆斯特丹局
共产国际执行委员会阿姆斯特丹局是共产国际的一个前哨机构，由共产国际执行委员会于1919年9月设立。与此同时，共产国际执行委员会还设立斯堪的纳维亚局（位于斯德哥尔摩）、南方局（位于基辅）、维也纳分局、巴尔干分局和西欧书记处。塞巴尔德·鲁特格斯被任命为阿姆斯特丹局书记，并从莫斯科出发，前往阿姆斯特丹；鲁特格斯出发时，携带一批宝石，这些宝石的价值构成共产国际执行委员会资助该机构的2000万卢布款项的大部分。